# Derby Girl
Derby Girl ist eine französische Comedy-Fernsehserie. Die erste Staffel lief im Oktober 2020 auf France.tv Slash und im April und Mai 2021 auf ZDFneo. Regie führte Nikola Lange. 2022 gab es eine zweite Staffel.

## Handlung
Die 25-jährige Lola war früher eine bekannte Eiskunstläuferin. Nach ihrem Leben im Rampenlicht arbeitet sie als Kassiererin in einem Sportgeschäft. Sie will jedoch wieder groß rauskommen als Roller-Derby-Girl. Dafür sucht sie sich allerdings das schlechteste Team in Frankreich heraus, die Cannibal Licornes.

## Rezeption
Laut Daniel Gerhardt von Zeit Online sei die Handlung der Serie nicht schlecht, „aber auch keine, die es mit Absurdität und Tempo solcher Nischensportklassiker wie Dodgeball oder Blades of Glory aufnehmen könnte“. Er bezeichnete die Witze von Derby Girl als „zu flach“ und die Entfaltung der Protagonistin als „zu vorhersehbar“.
Kathrin Müller-Lancé der Süddeutschen Zeitung nannte die Fernsehserie einen „ziemlich irre[n] Coming-of-Age-Ritt, irgendwo angesiedelt zwischen Wilde Kerle und Sex Education“. Sie vermittele „ein wesentlich emanzipierteres Frauenbild als das der klassischen Eisprinzessin“.